# Wampusirpi
Wampusirpi är en kommun i Honduras.   Den ligger i departementet Departamento de Gracias a Dios, i den östra delen av landet, 300 km öster om huvudstaden Tegucigalpa. Antalet invånare är 3 897. Arean är 2 519 kvadratkilometer.
Terrängen i Wampusirpi är platt åt nordost, men åt sydväst är den kuperad.